# Nippon Design Center
Le Nippon Design Center (日本デザインセンター) ou NDC est une société fondée en 1959 pour améliorer la qualité des publicités au Japon dans un contexte de forte croissance économique.

## Histoire
La publicité japonaise était — avant la création du Nippon Design Center — majoritairement conçue par les directeurs artistiques et les rédacteurs publicitaires. Cette publicité étaient d'une qualité relativement basse car elles reflétaient uniquement les préoccupations des annonceurs alors que celles des graphistes faisaient défaut.
En 1959 des artistes appliqués se réunissent afin d'améliorer la qualité de la publicité au Japon. La société Nippon Design Center est alors fondée grâce aux investissements de 8 sociétés : Asahi Breweries, Asahi Kasei, Nippon Steel, Toshiba, Toyota Motor, Nikon, NKK et Nomura Securities (en). Le président de la NDC est Tamesaburō Yamamoto et on trouve parmi les membres de la société Yūsaku Kamekura, Hiromu Hara et Ryūichi Yamashiro.
Cette même année Hayato Ikeda annonce le plan Ikeda, un programme consistant à doubler le revenu national,. Les japonais se sont donc vus passer d'un mode de vie frugal à une consommation plus importante avec un produit national brut qui augmentait de 10,9% jusqu'à la crise pétrolière de 1973,. Ainsi l'économie japonaise évolue, elle était autrefois fondée principalement sur la production, elle est dorénavant tournée vers la vente ; c'est ainsi que la publicité prend toute sa place.
C'est dans ce contexte que le NDC commence à fonctionner en mars 1960 avec pour objectif de faire collaborer le design avec les objectifs de ventes de industries. Cette idée originale développée par Matsuo Suzuki permet de conquérir le cœur des consommateurs en donnant une qualité artistique à la publicité.